# Joseph-Frédéric-Benoît Charrière

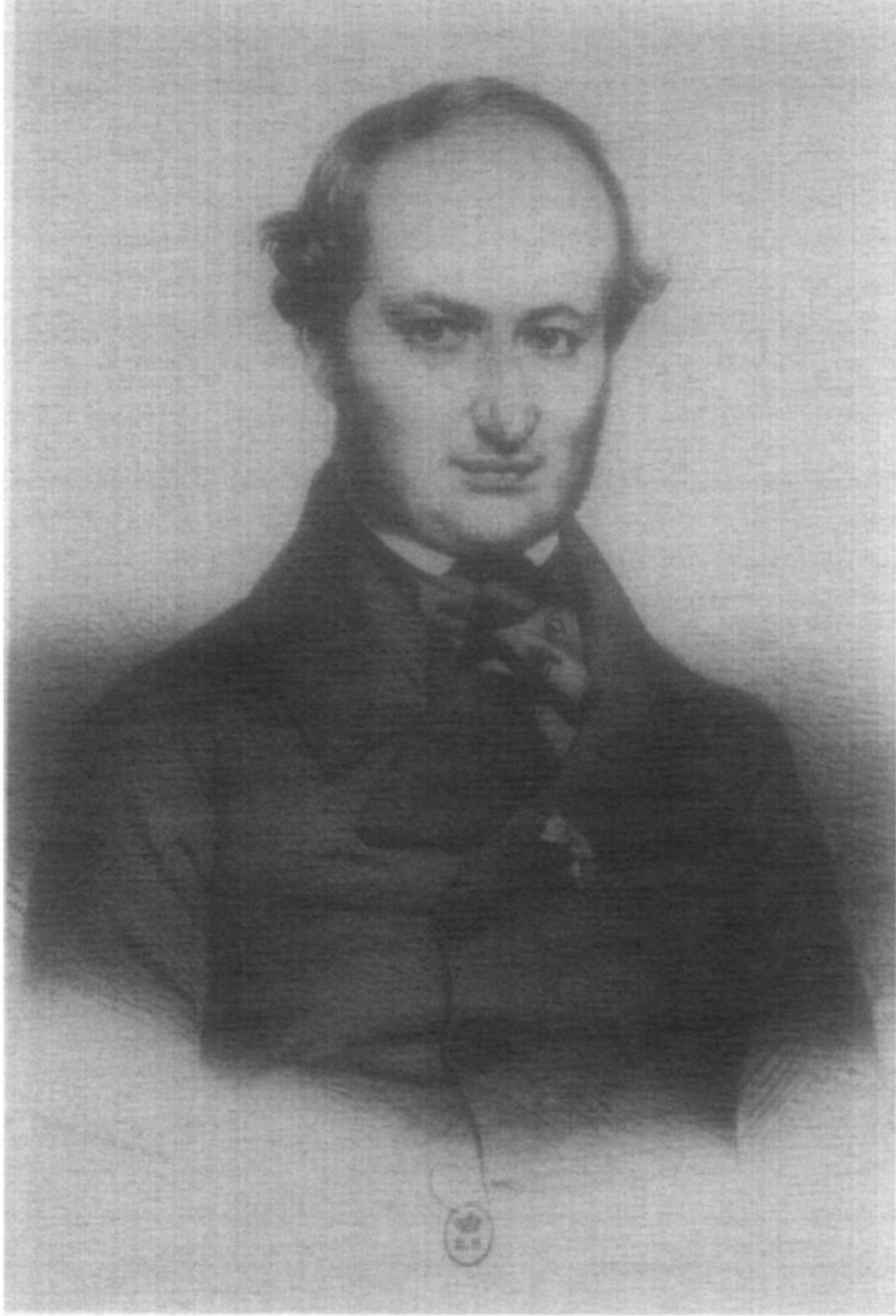
Joseph-Frédéric-Benoît Charrière

Joseph-Frédéric-Benoît Charrière (* 19. März 1803 im schweizerischen Cerniat (Kanton Freiburg); † 28. April 1876 in Paris) war ein schweizerisch-französischer Instrumenten- und Apparatebauer.
Charrière war katholisch und besaß ab 1843 die französische Staatsbürgerschaft. Er war verheiratet mit Madeleine Elisa Berrurier, der Tochter eines Fleischhändlers in Paris. Seit seinem 13. Lebensjahr lebte Charrière in Paris und gründete nach einer Lehre als Messerschmied um 1820 eine eigene Firma für chirurgische Instrumente, die um 1845 in Fachkreisen bekannt und bei seinem Tod weltberühmt war (1844 waren es über 400 Mitarbeiter). Charrière wurde unter anderem von dem Chirurgen Guillaume Dupuytren gefördert und erfand bzw. verbesserte zahlreiche chirurgische Instrumente und Apparate, die sich durch die Qualität des verwendeten Materials (Stahl, Neusilber, Gummi) und durch ihre sinnreichen Mechanismen auszeichneten. Charrière wurde zum Lehrmeister mehrerer, später führender Fachgenossen: (Georges-Guillaume-Amatus Lüer, Louis-Joseph Mathieu und Adolphe Collin in Paris, Josef Leiter in Wien, Camillus Nyrop in Kopenhagen). 1851 wurde Charrière ein Offizier der Ehrenlegion.

## Maßeinheit
Sein Name wurde zur Maßeinheit Charrière für den äußeren Umfang und damit mittelbar für den Durchmesser von urologischen Instrumenten, Endoskopen und Kathetern für verschiedene Zwecke (1 Charr = 1/3 mm Außendurchmesser ~ 1 mm Außenumfang). Da sein Name aber für viele Personen im englischsprachigen Raum nicht auszusprechen war, war schnell ein Ausweichname zur Stelle, nämlich "French" für französisch. Dieser "Ausweichname" ist heute als Maßeinheit für Katheter und medizinische Einführhilfen im Gebrauch (1 French = 1/3 mm).